# Klement XIV.
Klement XIV., vlastním jménem Giovanni Vincenzo Antonio Ganganelli (31. října 1705 Sant´Arcangelo di Romagna – 22. září 1774 Vatikán) byl papežem mezi lety 1769 až 1774. Roku 1773 rozpustil jezuitský řád.

## Životopis

### Mládí
G. V. Antonio Ganganelli se narodil ve městě Santarcangelo di Romagna. Dostalo se mu vzdělání jezuitů z Rimini a piaristů z Urbina. V roce 1724, ve věku devatenácti let se rozhodl vstoupit do Řádu menších bratří konventuálů, kde přijal jméno Lorenzo Francesco. V roce 1741 byl zvolen Generálním definitorem řádu. Gangenelli se stal přítelem papeže Benedikta XIV. (1740–1758), který jej v roce 1758 pověřil prozkoumáním obvinění Židů z rituálních vražd, které se však později neprokázaly. Papež Klement XIII. jej na naléhání Lorenza Ricciho, generálního představeného jezuitů, roku 1759 v Persiperně jmenoval kardinálem-knězem kostela San Lorenzo.

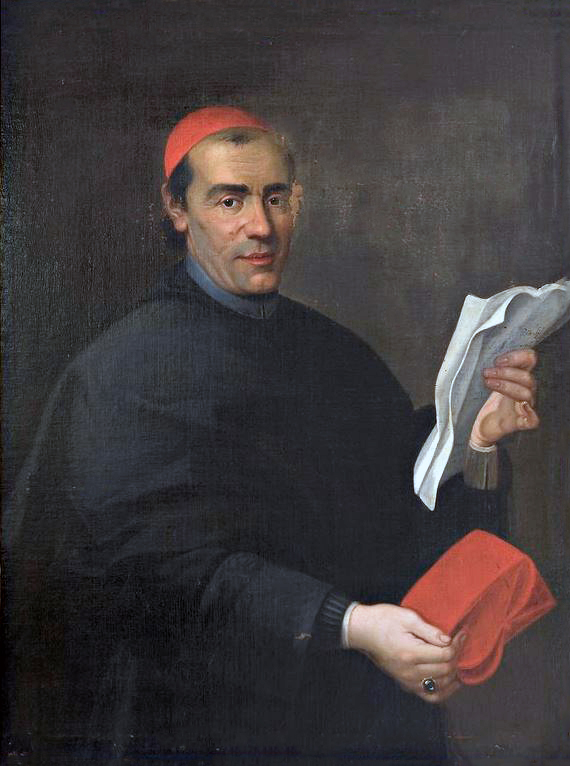
Portrét G. V. Antonia Ganganelliho

Klement XIII. zemřel 2. února 1769 a papežská konkláve, která měla zvolit jeho nástupce, byla od svého zahájení 15. února 1769 silně ovlivňována politickými manévry katolických panovníků, kteří utlačovali jezuity. Některé tlaky byly velmi lstivé, jako např. bezprecedentní improvizované návštěvy Josefa II. (1765–1790) a jeho bratra Leopolda, velkovévody Toskánska, kteří využili toho, že dveře do budovy konkláve byly otevřeny pro nově příchozího kardinála a sami se „pozvali dále“. Rakušané sledovali situaci s velkým zájmem. Během předchozího pontifikátu byli jezuité vyhnáni z Portugalska a ze všech dvorů rodu Bourbonů z Francie, Španělska, Neapole a Parmy. Na konkláve úplné potlačení jezuitského řádu prosazovala skupina „dvorských kardinálů“, kterým oponovali Zelanti („horliví“), slábnoucí projesuitská frakce, odmítající postupující vliv osvícenství a sekularismu.

### Zvolení papežem
Ganganelli byl 19. května 1769 po konkláve zvolen papežem jako kompromisní kandidát, s výjimkou vlastního hlasu získal všechny. Na počest svého předchůdce si zvolil jméno Klement XIV. a 4. června 1769 proběhla inaugurace. Z velké části došlo k jeho zvolení díky podpoře Bourbonů, kteří od něj očekávali likvidaci Tovaryšstva Ježíšova.

## Pontifikát
Politika vládnutí Klementa XIV. byla již od začátku cílená směrem ke zmenšení sporů s katolickými panovníky, které se objevily během předchozího pontifikátu. Spory mezi světskou a duchovní mocí byly církevními autoritami vnímány jako hrozba, a Klement XIV. pracoval na upevňování vztahů mezi evropskými panovníky. Vzdáním se papežských nároků na Parmu získal Avignon a Benevento a obecně se mu podařilo zlepšit vztahy mezi duchovními a světskými úřady. Papež také pokračoval v likvidaci jezuitů – v listopadu 1772 sepsal dekret o zrušení řádu, který následně v červenci 1773 podpisem uvedl v platnost. Kvůli tomuto opatření byl Klement XIV. pro katolíky v 19. století spornou postavou. Anglická Catholic Encyclopedia vyjadřuje papeži podporu s argumentem, že potlačení bylo „skutečně odůvodněné“.

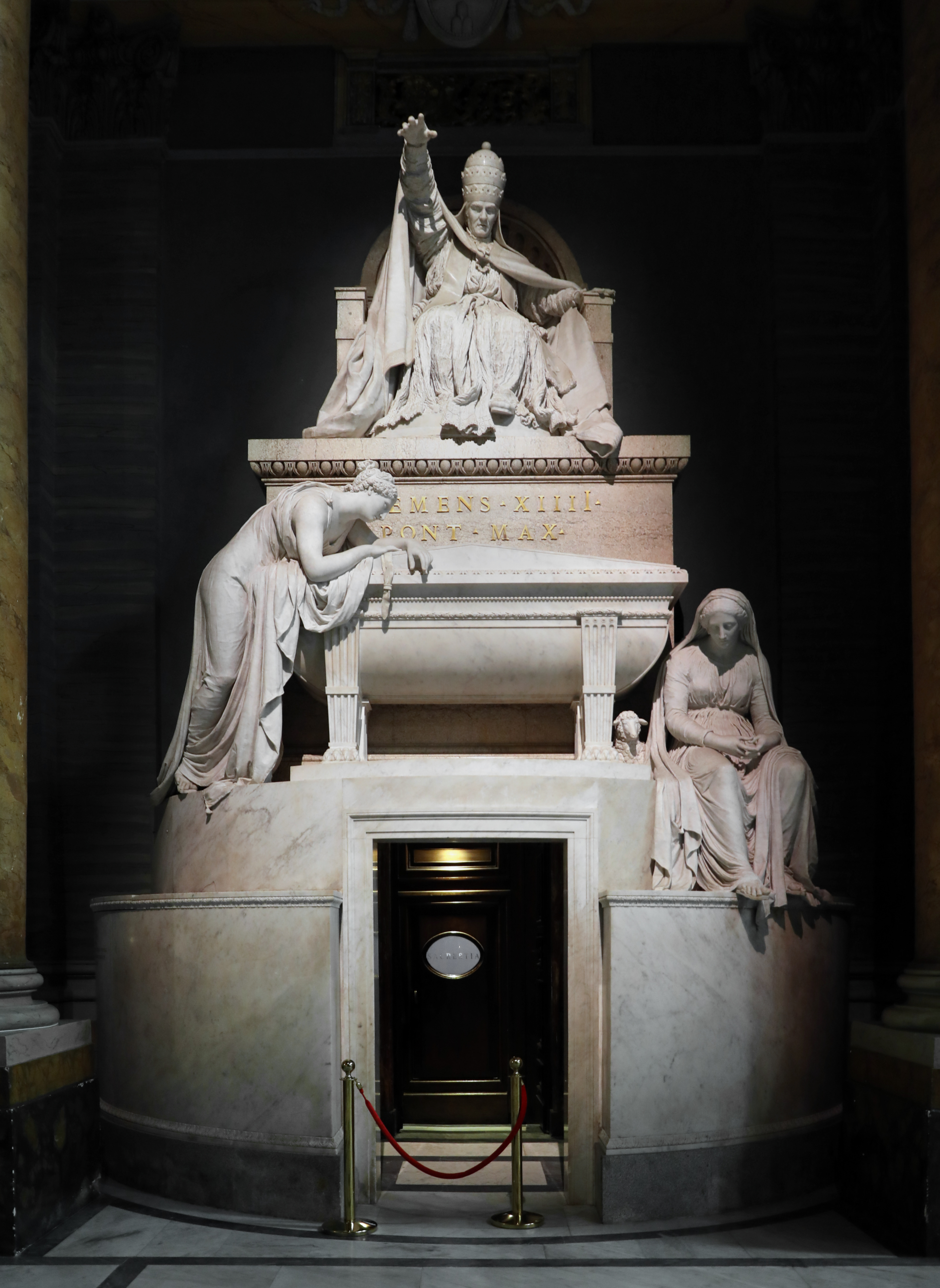
Náhrobek Klementa XIV.

### Útlak jezuitů
Jezuité byli vyhnáni z Brazílie (1754), Portugalska (1759), Francie (1764), Španělska a jeho kolonií (1767) a Parmy (1768). Přestože Klement XIII. musel čelit silnému tlaku ze strany velvyslanců bourbonských dvorů, vždy odmítal vyhovět jejich požadavkům na potlačení jezuitů. Jeho nástupce Klement XIV. se snažil o uklidnění nepřátel jezuitů tím, že s jezuity zacházel nevlídně. Odmítl se setkat s generálním představeným jezuitů Lorenzem Riccim, zakázal jezuitům přijímat novice, atd.
Tlak se vystupňoval až do té míry, že katolické státy hrozily odtržením od církve. Klement XIV. nakonec ustoupil „ve jménu míru v církvi a zabránění roztržení Evropy“ a v breve Dominus ac Redemptor 21. července 1773 jezuitský řád rozpustil. Nicméně v nekatolických zemích, zejména v Rusku a Prusku, kde nebyl papež autoritou, bylo nařízení ignorováno. Byl to výsledek řady politických tahů, spíše než teologické diskuse.

### Klement XIV. a Mozart
Papež Klement XIV a zvyklosti katolické církve v Římě jsou popisovány v dopisech od W. A. Mozarta a jeho otce Leopolda Mozarta. Tyto dopisy byly psány z Říma v dubnu a květnu 1770, během jejich turné po Itálii. Leopold považoval vyšší církevní představitele za urážlivě povýšené. Přesto byl se svým synem přijat u papeže, kde Amadeus předvedl svou úžasnou hudební paměť. Sixtinská kaple byla známá díky představení acappellové skladby Miserere mei, Deus od komponisty Gregoria Allegriho, jehož hudba se nesměla opisovat mimo kapli, pod trestem exkomunikace. Čtrnáctiletý Wolfgang byl schopný přepsat skladbu v celém rozsahu po jediném poslechu. Klement ocenil mladého Mozarta Řádem zlaté ostruhy.

### Významné události pontifikátu
Za svého pontifikátu nikoho nesvatořečil, ale blahořečil několik jedinců.

#### Beatifikace
- 4. června 1769: František Caracciolo
- 16. září 1769: Juliana Puricelli, Bernard z Badenu a Kateřina z Pallanza
- 1771: Tommaso Bellacci
- 14. prosince 1771: Mučedníci z Otranta
- 8. června 1772: Paolo Burali d’Arezzo
- 29. srpna 1772: Jan dal Bastone
- 1773: Papež Benedikt XI. (formální blahořečení)
- 1774: Beatrix z Este mladší

### Smrt a pohřeb
Poslední měsíce svého života byl rozhořčen a zarmoucen svými zdravotními problémy. Dne 10. září 1774 byl upoutaný na lůžko a 21. září 1774 dostal poslední pomazání. Traduje se, že mu díky bilokaci v posledních hodinách života pomáhal svatý Alfons Liguori. Klement XIV. zemřel 22. září 1774, proklet Ultramontanistickou stranou (příznivci jezuitů). Velmi však truchlili zastánci jeho populárního stylu řízení papežských států. Když jeho tělo podstoupilo pitvu, bylo zjištěno, že zemřel na kurděje a krvácení konečníku, které bylo způsobeno dlouhodobým stáním. Navíc došlo ještě ke zhoršení kvůli nadměrné práci a podněcování těla k umělému pocení, přestože k tomu nebyl důvod. Jeho hrobka byla navržena v novoklasicistním stylu a vytesána Antoniem Canovou. Nachází se v kostele Svatých apoštolů v Římě.